# 2. Tennis-Bundesliga (Herren) 2020
Die 2. Tennis-Bundesliga der Herren wurde 2020 wegen der COVID-19-Pandemie abgesagt. Die Liga ist in eine Nord- und einer Süd-Gruppe aufgeteilt. Die Austragung der Spiele wäre an jeweils neun Spieltagen vom 12. Juli bis 9. August 2020 erfolgt.

## Mannschaften
| Mannschaften Nord                |
| -------------------------------- |
| TC Bredeney                      |
| TK Blau-Weiss Aachen             |
| Tennispark HerzensSACHE Versmold |
| Bremer TC 1912                   |
| LTTC Rot-Weiß Berlin             |
| Wilhelmshavener THC              |
| Der Club an der Alster           |
| Suchsdorfer SV                   |
| TC Iserlohn                      |

| Mannschaften Süd        |
| ----------------------- |
| BASF TC Ludwigshafen    |
| TEC Waldau Stuttgart    |
| SpVgg Hainsacker        |
| TC Wolfsberg Pforzheim  |
| TC Weinheim             |
| TC Blau Weiß Oberweier  |
| TV Reutlingen           |
| TC Augsburg Siebentisch |
| TC Weiß-Blau Würzburg   |